# Хохальпзе
Хохальпзе (нем. Hochalpsee) — высокогорное озеро Северных Известняковых Альп на западе Австрии. Располагается на территории округа Брегенц в федеральной земле Форарльберг.
Хохальпзе находится на высоте 1970 м над уровнем моря между горами Хайтерберг и Виддерштайн, в южной части общины Миттельберг. Площадь озера составляет около 0,58 га.
Вода в озере мягкая (5,1 °dH), слабощелочная (pH 7,4).